# Міхал Шпіт
Міхал Шпіт (чеськ. Michal Špit, нар. 9 квітня 1975, Прага) — чеський футболіст, що грав на позиції воротаря. Виступав за низку чеських клубів. Володар Кубка Чехії.

## Ігрова кар'єра
У професійному футболі Міхал Шпіт дебютував 1993 року виступами за команду «Зноймо». У 1993 році воротар перейшов до клубу «Спарта» (Прага), проте до основного складу іменитої празької команди не пробився, і більше грав у складі другої команди клубу, а в 1996 році футболіста віддали в оренду до клубу «Яблонець». Після повернення з оренди Шпіт також більше грав за другу команду «Спарти», а з 2000 до 2001 року знову грав у оренді в клубі «Пршибрам». У 2001 році воротар знову повернувся до «Спарти», де знову став запасним воротарем, та грав у празькому клубі до 2003 року.
У 2004 році Міхал Шпіт став гравцем клубу «Яблонець» вже на постійній основі. У складі команди він відразу став основним воротарем, а в сезоні 2012—2013 років став у складі команди володарем Кубка Чехії. У складі «Яблонця» Шпіт грав до 2016 року, після чого завершив виступи на футбольних полях.

## Титули і досягнення
- Володар Кубка Чехії (1):

«Яблонець»: 2012–2013